# Shadowgun Legends
Shadowgun Legends es un videojuego de disparos en primera persona gratuito para dispositivos móviles desarrollado y publicado por Madfinger Games para dispositivos Android y iOS. Es la tercera entrega principal de la serie Shadowgun, y una secuela del Shadowgun original y Shadowgun Deadzone, ambos juegos ganadores de múltiples premios de 2011 y 2012, respectivamente. Fue lanzado el 22 de marzo de 2018. Apareció en Google Play Store el 21 de marzo de 2018. Se anunció un lanzamiento para Nintendo Switch en junio de 2018, pero nunca se concretó.
El juego consta de 11 misiones de campaña para un jugador y más de 40 misiones secundarias y muchos modos de juego multijugador como Duelo, Capturar la bandera, Mazmorras y Arenas.

## Jugabilidad
Shadowgun Legends es un juego de disparos en primera persona con elementos de juego de rol y MMO. Al comienzo del juego, el jugador crea un Shadowgun, un soldado masculino o femenino del grupo homónimo. Luego, el jugador es trasladado a la base principal de todos los Shadowguns, el Hub. Allí, el jugador puede acceder a varias misiones asignadas por los NPC, al bar del juego, al casino, a las tiendas y a las misiones multijugador.
Los jugadores progresan al completar las misiones asignadas. Las misiones pueden ser parte de una campaña de historia o de una de las misiones secundarias. Cada misión completada recompensará a los jugadores con puntos de experiencia y les permitirá seguir avanzando.

### Jugador contra entorno (PvE)
El juego ofrece múltiples tipos de jugabilidades PvE que se pueden jugar en modo de un solo jugador o con un grupo de jugadores.

#### Misión de la historia
Misiones que avanzan en la trama del juego y describen el progreso de la lucha contra el Tormento. Se puede jugar en modo individual o dúo.

#### Misiones secundarias
Misiones dadas por uno de los PNJ adicionales. El jugador es enviado a una aventura para ayudar al PNJ específico que le asignó la misión. Se puede jugar en modo individual o dúo.

#### Operaciones
Misiones cortas en las que el jugador ayuda en las operaciones diarias en otras partes del universo Shadowgun. Se puede jugar en cooperación con otros jugadores.

#### Mazmorras
Misiones más largas diseñadas para un grupo de tres jugadores. La misión incluye acertijos y una pelea contra el jefe final.

#### Arenas
Desafíos basados en oleadas para un grupo de tres jugadores. Los jugadores tienen que sobrevivir a múltiples oleadas de enemigos cada vez más difíciles.

### Jugador contra jugador (PvP)

#### Duelo
Partida PvP de dos jugadores entre sí. El primer jugador que consiga 5 puntos gana. El límite de tiempo es de 5 minutos, si ninguno de los jugadores consigue 5 puntos antes de que se acabe el tiempo, el jugador con más puntos gana.

#### Ascendencia
Partida PvP de dos equipos de cuatro. Los jugadores tienen que recoger los trofeos que suelta el jugador enemigo asesinado. El primer equipo que consiga 20 puntos gana. El límite de tiempo es de 5 minutos, si ninguno de los equipos consigue 20 puntos antes de que se acabe el tiempo, el equipo con más puntos gana.

#### Eliminación
Partida PvP de dos equipos de cuatro. Después de que un jugador muere, al equipo se le resta una reaparición. El primer equipo que use todas sus reapariciones pierde.

#### Capturar la bandera
Partida PvP de dos equipos de cuatro. El primer equipo que lleve la bandera enemiga a su base 3 veces gana.

## Historia
El juego se desarrolla en el mundo de Shadowgun, una sociedad impulsada por el consumo. El personaje principal es parte de los Shadowguns, un grupo de mercenarios de élite. El estilo de vida se ve amenazado por los Torment, una raza alienígena de partes desconocidas de la Galaxia. Primero atacan una de las colonias de la Tierra y desencadenan un conflicto galáctico a gran escala.

### Personajes
El juego presenta una serie de NPC que están vinculados a la historia de "Shadowgun Legends" y juegos anteriores de la franquicia.

#### Slade
El legendario Shadowgun y líder actual. Ofrece misiones de historia y recompensas. Personaje principal del primer juego de la serie, Shadowgun.

#### Pedro
Un vendedor que ayuda a decodificar los hologramas obtenidos en misiones y que se reciben como recompensa. También vende artículos cosméticos, como cascos, botes de pintura, calcomanías, emoticones y lápidas. Pedro también les da misiones secundarias a los jugadores. También intercambia recompensas por artículos recolectados por Shadowguns durante eventos de tiempo limitado.

#### Willow
Un vendedor que les proporciona armas y artículos cosméticos a los jugadores. Willow también les ofrece misiones secundarias.

#### Big Red
Un vendedor que les proporciona armaduras y artículos cosméticos a los jugadores. Big Red también les ofrece misiones secundarias.

#### Hakim
Un vendedor que ofrece contratos patrocinados a los jugadores. El jugador elegirá una marca para representar y recibirá un sueldo regular en forma de moneda del juego. Hakim también ofrece a los jugadores misiones de Cazador de fama, que les otorgarán cierta cantidad de fama.

#### Nitro
Vendedor multijugador. Los jugadores pueden acceder a misiones PvP y PvE desde este punto. Los jugadores pueden comprar artículos con oro o fichas PvP (las fichas se obtienen jugando PvP en equipo).

#### S.A.R.A.
Un personaje androide a cargo de la barra del juego. También puede otorgar misiones secundarias a los jugadores.

## Recepción
Shadowgun Legends ha recibido críticas generalmente positivas de los críticos. Ganó el premio al Juego más hermoso en los premios Google Play Awards de 2019.